# 荣广宏
荣广宏（1915年9月15日—2014年12月22日），出生于上海，祖籍江苏无锡荣巷，中华人民共和国政治人物。
1956年7月，加入中国民主建国会。1954年11月，供职于江苏无锡振新纺织厂。1955年4月，任江苏公私合营无锡振新纺织厂副厂长。1960年8月，任安徽省工商联副主委；1980年4月，任民建安徽省委驻会副主委。1988年12月，任主委。1993年2月，任安徽省政协副主席、民建安徽省委主委。2014年12月22日，在合肥逝世，享年100岁。